# Seznam zápasů slovenské a americké hokejové reprezentace
Toto je seznam zápasů slovenské a americké hokejové reprezentace na MS a Zimních olympijských hrách.

## Mistrovství světa v ledním hokeji
| Datum     | Číslo | Slovensko | Výsledek | Zápas       | MS   | Místo     | Branky Slovenska                                                     |
| --------- | ----- | --------- | -------- | ----------- | ---- | --------- | -------------------------------------------------------------------- |
| 27.4.1996 | 1     | Slovensko | 3:4      | ZS          | 1996 | Vídeň     | Zdeno Cíger • Stanislav Medřík • Pavol Demitra                       |
| 11.5.2000 | 2     | Slovensko | 4:1      | čtvrtfinále | 2000 | Petrohrad | Miroslav Šatan • Michal Hreus • Vlastimil Plavucha • Ľuboš Bartečko  |
| 8.5.2001  | 3     | Slovensko | 1:3      | osmifinále  | 2001 | Kolín     | Marián Gáborík                                                       |
| 26.4.2004 | 4     | Slovensko | 3:3      | ZS          | 2004 | Ostrava   | Pavol Demitra • Ľuboš Bartečko • Richard Lintner                     |
| 9.5.2004  | 5     | Slovensko | 0:1 SN   | o 3. místo  | 2004 | Praha     | nikdo                                                                |
| 3.5.2007  | 6     | Slovensko | 2:4      | osmifinále  | 2007 | Mytišči   | Zdeno Chára • Marián Gáborík                                         |
| 7.5.2012  | 7     | Slovensko | 4:2      | ZS          | 2012 | Helsinky  | Dominik Graňák • Branko Radivojevič • Andrej Sekera • Miroslav Šatan |
| 14.5.2013 | 8     | Slovensko | 4:1      | ZS          | 2013 | Helsinky  | Branko Radivojevič • Martin Bartek • René Vydarený • Marko Daňo      |
| 12.5.2015 | 9     | Slovensko | 4:5 PP   | ZS          | 2015 | Ostrava   | Marián Gáborík • Adam Jánošík • Vladimír Dravecký • Milan Bartovič   |
| 17.5.2016 | 10    | Slovensko | 3:2 PP   | ZS          | 2016 | Petrohrad | Christián Jaroš • Pavol Skalický • Marko Daňo                        |
| 14.5.2017 | 11    | Slovensko | 1:6      | ZS          | 2017 | Kolín     | Martin Gernát                                                        |
| 10.5.2019 | 12    | Slovensko | 4:1      | ZS          | 2019 | Košice    | Matúš Sukeľ • Erik Černák • Tomáš Tatar • Michal Krištof             |
| 3.6.2021  | 13    | Slovensko | 1:6      | čtvrtfinále | 2021 | Riga      | Peter Cehlárik                                                       |

## Zimní olympijské hry
| Datum     | Číslo | Slovensko | Výsledek | Zápas       | ZOH  | Místo         | Branky Slovenska                                                      |
| --------- | ----- | --------- | -------- | ----------- | ---- | ------------- | --------------------------------------------------------------------- |
| 15.2.1994 | 1     | Slovensko | 3:3      | ZS          | 1994 | Lillehammer   | Ľubomír Kolník • Peter Šťastný • Róbert Švehla                        |
| 18.2.2006 | 2     | Slovensko | 2:1      | ZS          | 2006 | Turín         | Marián Hossa • Peter Bondra                                           |
| 13.2.2014 | 3     | Slovensko | 1:7      | ZS          | 2014 | Soči          | Tomáš Tatar                                                           |
| 16.2.2018 | 4     | Slovensko | 1:2      | ZS          | 2018 | Pchjongčchang | Andrej Kudrna                                                         |
| 20.2.2018 | 5     | Slovensko | 1:5      | předkolo    | 2018 | Pchjongčchang | Peter Čerešňák                                                        |
| 16.2.2022 | 6     | Slovensko | 3:2 SN   | čtvrtfinále | 2022 | Peking        | Juraj Slafkovský • Marek Hrivík • Peter Cehlárik (Rozhodující nájezd) |